# Pedicularis exigua
Pedicularis exigua är en snyltrotsväxtart som beskrevs av Li. Pedicularis exigua ingår i släktet spiror, och familjen snyltrotsväxter. Inga underarter finns listade i Catalogue of Life.